# Meshkā Posht
Meshkā Posht (persiska: Mashkā Posht, مشکا پشت) är en ort i Iran.   Den ligger i provinsen Gilan, i den nordvästra delen av landet, 240 km nordväst om huvudstaden Teheran. Antalet invånare är 235.
Terrängen runt Meshkā Posht är mycket platt, och sluttar norrut. Runt Meshkā Posht är det tätbefolkat, med 659 invånare per kvadratkilometer. Närmaste större samhälle är Rasht, 15,3 km sydväst om Meshkā Posht. Trakten runt Meshkā Posht består till största delen av jordbruksmark.